# José L. del Valle
José Luis del Valle-Iturriaga (Bilbao, 25 agosto 1901 – Madrid, 4 novembre 1983) è stato un avvocato spagnolo, noto per essere stato l'11º presidente dell'Atlético Madrid, dal 1935 al 1936.

## Biografia
José L. del Valle nacque a Bilbao, ma conseguì gli studi di diritto all'Universidad Central di Madrid. Nel 1925 entrò a far parte del collegio degli avvocati di Madrid. Il 20 febbraio 1935 fu eletto presidente dell'Athletic Club de Madrid e decise di organizzare un tour in Sudamerica per rimpinguare le casse del club. Tuttavia lo sforzo fisico si rivelò controproducente, portando la squadra alla retrocessione in Segunda División. Il 4 maggio del 1936 rassegnò le proprie dimissioni.
Successivamente fu nominato vicepresidente della Federación Castellana de Fútbol. Nel 1955, poiché in quegli anni la Spagna non aveva un selezionatore fisso, e vari allenatori si alternavano, durante un incontro valido per le qualificazioni al campionato mondiale di calcio 1958 si ritrovò in panchina al fianco di Ramón Melcón e Juan Touzón.
Nel dicembre del 1964 fu eletto presidente del Consiglio Generale degli Avvocati spagnoli e mantenne la carica dal 1965 al 1972. Fu il primo spagnolo a presiedere all'Unione Internazionale degli Avvocati (1971) e ottenne onorificenze anche in Svezia, Italia e Marocco.